# Gomez et Tavarès
Pour les articles homonymes, voir Gomez et Tavares.
Série
Gomez vs Tavarès
(2007)
Pour plus de détails, voir Fiche technique et Distribution.
Gomez et Tavarès est un film français réalisé par Gilles Paquet-Brenner et sorti en 2003.
Le réalisateur s'est inspiré de la chanson Gomez et Tavarès : Les Ripoux d'Eben et Dadoo, présente sur la compilation Mission suicide produite par Kilomaître et Eben. Il s'agit du dernier film avec Jean Yanne, décédé deux semaines après la sortie du film. Une suite, intitulée Gomez VS Tavarès, sort en 2007.

## Synopsis
Maxime Tavarès est un flic marseillais magouilleur et hâbleur. Il habite dans une caravane sur la propriété de son « tonton » qui lui est d'une aide précieuse en matière de combines et d'arnaques en tous genres. On lui adjoint un coéquipier parisien, Gomez. Ombrageux et réputé incorruptible, il vit pourtant dans une somptueuse villa avec sa femme, ses deux fils et sa sœur.
Les deux flics mal assortis sont chargés d'enquêter sur un suicide qui s'avère être un meurtre déguisé. Ils découvrent que c'est un règlement de comptes commandité par un gros mafioso marseillais bénéficiant de l'aide d'un mystérieux informateur au sein de leur commissariat. Les duettistes sont chargés d'assurer la protection de Paulina, stripteaseuse et fille du prétendu suicidé. Celui-ci aurait laissé derrière lui un magot que tous convoitent.
Parallèlement, l'Inspection générale de la Police nationale révèle à Tavarès que Gomez est un « grand ripoux » ; ils lui demandent de l'espionner, en contrepartie de quoi ses petits trafics personnels seront ignorés. Mais Tavarès, qui a finalement sympathisé avec Carlos Gomez, le met au courant de la situation. Ils identifient le parrain de la mafia qu'ils essaient d'arnaquer, mais se font kidnapper. Libérés par le Tonton, ils vont interférer dans une grosse vente de drogue, subtiliser l'argent de cette vente, faire tomber le gros bonnet de la Mafia locale ainsi que son complice qui n'est autre que leur commissaire, et enfin libérer Paulina que les truands avaient capturée.

## Fiche technique
Sauf indication contraire, les informations mentionnées dans cette section peuvent être confirmées par les bases de données cinématographiques IMDb et Allociné,  présentes dans la section « Liens externes ».
- Titre original : Gomez et Tavarès
- Réalisation : Gilles Paquet-Brenner
- Scénario et dialogues : Gilles Paquet-Brenner et Renaud Bendavid
- Musique : Pierre-Alexandre Mati
- Photographie : Denis Rouden
- Décors : Alain Veissier
- Costumes : Sandrine Weill
- Montage : Bertrand Collard
- Production : Stéphane Marsil
  - Production déléguée : Alain Peyrollaz
- Sociétés de production : Hugo Films (Paris), M6 Films (Neuilly-sur-Seine), Les Productions de La Guéville (Paris)
- Distribution : SND (France)
- Pays de production :  France
- Format : couleur — 2,35:1 — CinemaScope — Son Dolby SRD — 35 mm
- Genre : comédie policière, action
- Durée : 109 minutes
- Date de sortie :
  - France :7 mai 2003

## Distribution
- Titoff : le lieutenant Maxime « Max » Tavarès
- Stomy Bugsy : le lieutenant Carlos Gomez
- Jean Yanne : « Tonton »
- Sophie Zhang : Marie-Thérèse
- Élodie Navarre : Paulina Lucino
- Noémie Lenoir : Gina Gomez
- Étienne Chicot : le commissaire Cagnotti
- Philippe Lemaire : Silvio Baginorelli
- Guy Amram : Rocco
- Moussa Maaskri : Marco
- Daniel Duval : Monsieur Izenberg
- Marc Andreoni : Nicolas Darochard
- Lætitia Colombani : Séverine
- Doc Gynéco : le videur
- Tony Amoni : St Jean le Rasta
- Le Rat Luciano : Aziz
- Dadoo : le conducteur de la BMW
- Faf Larage : le passager de la BMW
- Tefa : José
- Maïmouna Gueye : Marylin
- Philippe Julia : un policier

## Production
Le tournage se déroule à Marseille dans les Bouches-du-Rhône[réf. nécessaire].

## Bande originale
Sous les pseudonymes humoristiques de Gomez et Dubois, les rappeurs Faf Larage et Eben enregistrent Flics et Hors-la-loi, un album parodique servant de bande originale au film. La plupart des titres sont produits par Tefa et Masta.